# St. Francis (South Dakota)
St. Francis (Lakota: Sápauŋ thí; Haus der Katholiken) ist eine Gemeinde in Todd County im US-Bundesstaat South Dakota. Das U.S. Census Bureau hat bei der Volkszählung 2020 eine Einwohnerzahl von 469 ermittelt.
Die Gemeinde ist Bestandteil der Rosebud Indian Reservation und Sitz der St. Francis Mission. St. Francis stellt einen Repräsentanten für das 'Rosebud Tribal Council', die Regierung der Reservation. Gegründet wurde St. Francis 1886 von katholischen Jesuiten, die im Reservat eine Schule errichteten. Die Gemeinde ist nach Franz von Assisi benannt.
Nach einer Volkszählung von 2010 hatte die Gemeinde 709 Einwohner, verteilt auf 189 Haushalte. Davon waren 665 (93 %) Angehörige der Indianer-Stämme. Das Durchschnittsalter der Bevölkerung betrug 24 Jahre. In der unmittelbaren Umgebung (ZIP Code 57572) von St. Francis wohnten 2224 Personen. Das durchschnittliche Jahreseinkommen pro Einwohner betrug 7026 Dollar. 57,1 % der Bevölkerung leben offiziell in Armut.
In St. Francis befinden sich die Studios der Stammes Radiosender KOYA 88,1 MHz FM und KINI 96,1 MHz FM.